# Diogenesia andina
Diogenesia andina är en ljungväxtart som först beskrevs av A.C. Smith, och fick sitt nu gällande namn av Herman Otto Sleumer. Diogenesia andina ingår i släktet Diogenesia och familjen ljungväxter. Inga underarter finns listade i Catalogue of Life.